# Paul Petit
Paul Petit nació en el año 1914 y murió en el año 1981, y fue un historiador francés, especialista en historia romana. Fue profesor en la Universidad de Grenoble (universidad francesa ya desaparecida, pero que existió y desarrolló actividades entre 1339 y 1968, y que luego se dividió en varios campus).
En el tema de su especialidad principal, indudablemente fue un referente, y sus obras son continuamente citadas en diversos trabajos tanto de investigación como de divulgación.

## Biografía
Indudablemente la figura que aquí nos ocupa tuvo una extensa y destacada actuación profesional. 
En diciembre de 1931, Paul Petit integró en Les Documents de la Vie Intellectuelle (páginas 473 a 512) una completa y detallada bibliografía sobre la obra de Paul Claudel, corrigiendo y completando la que unos meses antes había publicado Jacques Benoist-Méchin y  Auguste Blaizot. Después de esa publicación y sobre un cuaderno, Paul Petit fue haciendo anotaciones y correcciones manuscritas sobre su trabajo anterior, y sobre todo, allí incorporando las siguientes publicaciones de Paul Claudel entre 1932 y 1939. Este trabajo inédito posteriormente fue recuperado, integrando el detalle bibliográfico completo con una presentación adaptada a Internet y a su difusión electrónica.
Por cierto, los libros escritos por Paul Petit se integran con regularidad a las listas bibliográficas más cuidadas sobre la Antigüedad y el Imperio Romano, como puede observarse por ejemplo sobre el sitio web denominado Francebalade.com.
En sus libros, Paul Petit abarca una multitud de temas en relación con Roma y a las instituciones romanas, y lo hace con competencia, destaque, y detalle. Por ejemplo en su libro Histoire générale de l’Empire romain, páginas 178-179, se ocupa de la posible "carrera de honores" de un hijo de senador.